# شرطي جيد/شرطي سيئ
نظام «الشرطي الجيد/ الشرطي السيئ» - يطلق عليه أيضا نظام مات وجيف أو الاستجواب المشترك أو الصديق والعدو-  هو تكتيك نفسي يستخدم في الاستجواب والمفاوضات، ويتضمن هذا التكتيك فريقًا من محققَين يتخذ كل منهما موقفًا مغايرًا للآخر تجاه شخص ما ويجوز لهما إظهار موقفهما بالتناوب أو في نفس الوقت.

## الطريقة
يتخذ الشرطي السيئ موقفا سلبيًا عدوانيًا تجاه الشخص؛ حيث يوجه اتهامات صارخة وتعليقات مهينة وتهديدات، فيُظهر - بوجه عام - كراهيته له.
أما الشرطي الجيد فسيدافع عن الشخص مما يدفع الشخص للشعور بأن بإمكانه التعاون مع الشرطي الجيد إما من باب الثقة أو خوفًا من الشرطي السيئ، وقد يطلب الحماية من الشرطي الجيد ويثق فيه مما يسهل إدلائه بالمعلومات التي يحتاجها المحققون، ولتلك الطريقة عيوبها؛ حيث يمكن التعرف عليها بسهولة وقد ينفر أسلوب الشرطي السيئ الشخص.

## اقرأ أيضا
- العصا والجزرة